# Podologue
Un podologue est un praticien en pédicurie et en podologie. Le podologue ou pédicure-podologue, en France, traite les affections épidermiques et unguéales du pied ainsi que ses troubles statiques et dynamiques.
Le podologue cumule ainsi deux activités complémentaires :
- en pédicurie, une activité de soins. Ces soins visent à prévenir, à déceler et à traiter les pathologies congénitales ou acquises entraînant des affections épidermiques et unguéales[2] ;
- en podologie, une activité de conception et d'adaptation d'orthèses sur mesure (orthèses plantaires fonctionnelles ou de confort (semelles orthopédiques), orthèses d'orteils (orthoplasties), orthèses unguéales (orthonyxies) et prothèses unguéales (onychoplasties).

## Études

### Canada
Au Canada, le podiatre est le médecin-chirurgien spécialiste du pied et de la cheville. Ainsi il est impossible de comparer podologue et podiatre. Effectivement, le podiatre qui pratique au Canada est détenteur d'un Doctorat en médecine podiatrique (D.P.M.). Différemment du podologue, il est un praticien de première ligne, qui peut diagnostiquer toute affection locale des pieds qui ne constitue pas une maladie systémique. Il est habilité à prescrire des médicaments, des examens radiologiques et échographiques et à prodiguer des interventions chirurgicales. Il est également possible pour le podiatre au Canada de se spécialiser en chirurgie podiatrique, en effectuant une résidence médicale de 3 ans en chirurgie orthopédique de l'avant et de l'arrière-pied.

### France
Selon les dispositions applicables depuis la rentrée 2012, les études pour devenir podologue sont faites dans des instituts de formation paramédicale ayant une convention avec une université. D’une durée de trois ans (six semestres), elles sont sanctionnées par le diplôme d’État de pédicure-podologue.
La formation alterne entre une formation théorique et pratique réalisées dans les instituts de formation (6 258 heures) et une de formation clinique réalisée sur les lieux d’exercice des pédicures-podologues et dans la clinique de l’institut (4 230 heures). Elle est constituée de six domaines de formation composés de cinquante-neuf unités d’enseignement (UE) correspondant à un certain nombre de crédits ECTS. Les six domaines sont :
1. sciences physiques, médicales et biologiques.
2. sciences humaines, sociales, droit et gestion.
3. sciences et fondements de la pédicurie-podologie.
4. pratiques cliniques et thérapeutiques en pédicurie-podologie.
5. méthodes et outils de travail.
6. intégration des savoirs et développement professionnel du pédicure-podologue.

Le passage de première en deuxième année s’effectue par la validation des semestres 1 et 2 ou par la validation d’un semestre complet, ou encore par la validation des unités d’enseignement équivalant à 48 crédits sur 60, répartis sur les deux semestres de formation. Le passage de deuxième année en troisième année s’effectue par la validation des semestres 1, 2, 3 et 4 ou par la validation des semestres 1 et 2 et d’un des deux semestres 3 et 4, ou encore par la validation des deux premiers semestres et la validation des unités d’enseignement et des stages représentant 48 à 60 crédits répartis sur les semestres 3 et 4. Les étudiants ayant validé les cinq premiers semestres de formation et ayant effectué la totalité des épreuves et des stages prévus pour la validation du semestre 6 sont autorisés à se présenter devant le jury régional d’attribution du diplôme d’État de pédicure-podologue. Le jury d’attribution du diplôme d’État se prononce au vu de l’ensemble du dossier de l’étudiant. Les candidats ayant acquis l’ensemble des connaissances et des compétences sont déclarés reçus au diplôme d’État de pédicure-podologue et obtiennent les 180 crédits correspondants,.

## Pratique du métier

### France
En France, il s'agit d'une profession paramédicale à compétences définies.
Le pédicure-podologue intervient sur les manifestations des affections cutanées, statiques et dynamiques du pied, et leurs interactions avec l'appareil locomoteur, à partir d'un diagnostic qu'il a préalablement établi, dans le domaine de la pédicurie-podologie. Le pédicure-podologue prescrit, confectionne ou adapte des dispositifs médicaux podologiques externes applicables au niveau du pied. Il prescrit et applique des topiques et des pansements. Le pédicure-podologue réalise des activités en matière de prévention, de formation, d'éducation et de recherche.
Une installation en cabinet libéral nécessite des investissements en matériel et plateau technique de l'ordre de 20 000 €.
Le revenu annuel moyen d'un pédicure-podologue est de l'ordre de 30 000 € (statistique 2010).

#### Formalités d'installation en France
Après l’obtention du Diplôme d’État, le pédicure-podologue a un certain nombre de formalités obligatoires à accomplir pour exercer :
- avant l’exercice :
  - enregistrement auprès du conseil de l'Ordre régional des pédicures-podologues (inscription obligatoire pour pouvoir exercer),
  - enregistrement du diplôme auprès de l'Agence régionale de santé ou à la préfecture du lieu d’exercice,
- dans les 8 premiers jours d’exercice :
  - inscription à l’URSSAF qui permet de recevoir les prestations familiales,
- dans le premier mois d’exercice :
  - inscription à la CARPIMKO,
  - inscription à la Caisse primaire d'assurance maladie (CPAM) pour l’obtention des feuilles de Sécurité sociale pour les praticiens conventionnés,
  - ouverture des droits de Sécurité sociale : pour la couverture de l’accident et de maladie (prestation en nature), les pédicures-podologues ont deux choix possibles en début de carrière : soit cotiser au régime des praticiens et auxiliaires médicaux conventionnés, soit cotiser au Régime social des indépendants en France,
  - déclaration de l'activité à l'administration fiscale,
- souscription à une assurance responsabilité civile professionnelle
Celle-ci concerne les actes et orthèses délivrés et a pour objet de prendre en charge les conséquences pénales et pécuniaires de la responsabilité professionnelle.

Cette garantie peut être complétée par une protection juridique qui prendra en charge les litiges professionnels et privés ;
- la demande d’agrément :
Cet agrément permettra aux patients d’être en partie remboursés de leurs orthèses plantaires. Cette demande se fait auprès de l'Agence régionale de santé (ARS) avec constitution d’un dossier.

## Soins
Le pédicure-podologue traite les affections épidermiques et unguéales du pied (cor, durillon, verrue, ongle incarné, pied d'athlète, onychomycose, pseudochromidrose plantaire, mal perforant plantaire, papillome traumatique, onychogriphose, phlyctène... ). Il conseille le patient sur les soins d'hygiène curatifs et préventifs. Il prescrit des topiques à usage externe. Il réalise des petits appareillages pour protéger les zones douloureuses ou pour corriger certaines déformations des orteils (orthoplasties thermoformées ou en silicone) ou des ongles (orthonyxies, onychoplasties).

## Semelles orthopédiques
Le pédicure-podologue met en évidence les éventuels déséquilibres liés aux pathologies du pied et/ou de la posture à partir d'un examen clinique complet du patient. Au Canada, ce sont les podiatres et les médecins qui ont le droit de prescrire des orthèses plantaires à la suite d'un examen biomécanique. Les orthèses sont prescrites pour traiter des douleurs engendrées par un déséquilibre biomécanique et/ou postural.
On distingue différentes familles de semelles orthopédiques ou orthèses plantaires :
- biomécaniques :
  - « classiques », comme les orthèses pour affections épidermiques (SAE).
  - thermoformées à partir d'une base en résine. Des matériaux de densité différente comme l'EVA (de l'anglais : ethylene vinyl acetate), le PU (polyuréthane), le liège, la mousse sont utilisés pour le façonnage des éléments.
- « posturales » : d'incitation proprioceptive (éléments fermes et de faibles hauteurs), agissant sur les chaînes musculaires par l'intermédiaire des capteurs podaux (voir proprioception[6]).